# René Dejean (homme politique)
Pour les articles homonymes, voir René Dejean et Dejean.
René Dejean, né le 4 février 1915 à Saint-Girons (Ariège) et mort le 27 août 1988 à Toulouse (Haute-Garonne), est un homme politique français.

## Biographie
Avocat et avoué socialiste, il entre dans la Résistance et dirigera le mouvement Combat dans le Couserans, puis sera chef du Mouvement de libération nationale (MLN) puis responsable des Mouvements unis de la Résistance en Ariège.
Élu et réélu quatre fois député de l'Ariège, il est aussi maire de Saint-Girons de 1964 à 1971 et conseiller général du canton de Saint-Girons de 1945 à 1979.

## Détail des fonctions et des mandats
Mandats parlementaires
- 17 juin 1951 - 1er décembre 1955 : Député de l'Ariège
- 2 janvier 1956 - 8 décembre 1958 : Député de l'Ariège
- 30 novembre 1958 - 9 octobre 1962 : Député de la 2e circonscription de l'Ariège
- 25 novembre 1962 - 2 avril 1967 : Député de la 2e circonscription de l'Ariège
- 12 mars 1967 - 30 mai 1968 : Député de la 2e circonscription de l'Ariège

## Hommage
Une rue de Saint-Girons porte son nom.